# Roberto Sgambelluri
Roberto Sgambelluri (né le 6 avril 1974 à Melito di Porto Salvo, dans la province de Reggio de Calabre, en Calabre) est un ancien coureur cycliste italien de la fin des années 1990 et du début des années 2000. 

## Biographie
Roberto Sgambelluri commence sa carrière professionnelle en 1997 dans l'équipe Brescialat après avoir été auteur d'excellent résultats en 1996 dans la catégorie « Espoir » : vainqueur du Baby Giro, il a fini deuxième des épreuves en ligne et contre-la-montre des championnats du monde de la catégorie. Dès sa première année, il remporte une étape du Tour d'Italie à Lanciano, devant Dario Frigo.
L'année suivante, il remporte le classement de la montagne des Quatre Jours de Dunkerque grâce à sa présence dans un groupe d'échappés lors de l'étape des monts des Flandres, dont il prend la deuxième place. Il signe également une troisième place d'étape sur le Tour d'Espagne.
Sa saison 1999 s'avère la meilleure. Bien que victorieux une seule fois, lors du Trofeo dello Scalatore, il accumule les places d'honneur sur les courses italiennes : Tour du Trentin, Tour des Apennins (5e), Coppa Placci (8e), Tour d'Émilie (9e). Il monte également sur le podium du GP Llodio, finit septième du Tour de Suisse et réalise son meilleur Tour d'Italie (10e) avec une septième place à l'Alpe Di Pampeago et une quatrième à Rapallo.
En mai 2002, Roberto Sgambelluri, alors membre de la Mercatone Uno est avec le Russe Faat Zakirov le premier coureur contrôlé positif au Nesp, une forme d'EPO synthétique détectable par test urinaire. Le résultat de ce contrôle effectué lors du Tour du Trentin est annoncé durant le Tour d'Italie, dont Sgambelluri est exclu. En juillet, la fédération italienne de cyclisme prononce à son encontre une suspension de six mois.
Sans équipe en 2003, Sgambelluri est recruté en 2004 par Vini Caldirola, équipe qui disparaît en fin de saison. Par la suite, il court dans les pelotons amateurs italiens au sein de l'équipe Club Magnagrecia.

## Palmarès

### Palmarès amateur
- 1994
  - Trofeo L'Eco del Chisone
- 1995
  - Cirié-Pian della Mussa
- 1996
  - Tour de Vénétie et des Dolomites :
    - Classement général
    - 2e et 5eb (contre-la-montre) étapes

  - 1re, 3e et 4e étapes du Triptyque ardennais
  - Gran Premio Val Leogra
  - Baby Giro :
    - Classement général
    - 7e étape

  - 2e de Hasselt-Spa-Hasselt
  -  Médaillé d'argent du championnat du monde du contre-la-montre espoirs
  -  Médaillé d'argent du championnat du monde sur route espoirs
  - 7e du championnat d'Europe sur route espoirs

### Palmarès professionnel
- 1997
  - 6e étape du Tour d'Italie
- 1999
  - Trofeo dello Scalatore :
    - Classement général
    - 1re épreuve

  - 3e du GP Llodio
  - 7e du Tour de Suisse
  - 10e du Tour d'Italie

## Résultats sur les grands tours

### Tour d'Espagne
5 participations
- 1997 : abandon
- 1998 : 37e
- 2000 : 37e
- 2001 : 63e
- 2004 : 79e

### Tour d'Italie
6 participations
- 1997 : 32e, vainqueur de la 6e étape
- 1998 : 19e
- 1999 : 10e
- 2000 : 33e
- 2001 : 33e
- 2002 : exclu avant la 12e étape

## Distinctions
- Oscar TuttoBici des moins de 23 ans : 1996